# South Ealing (London Underground)

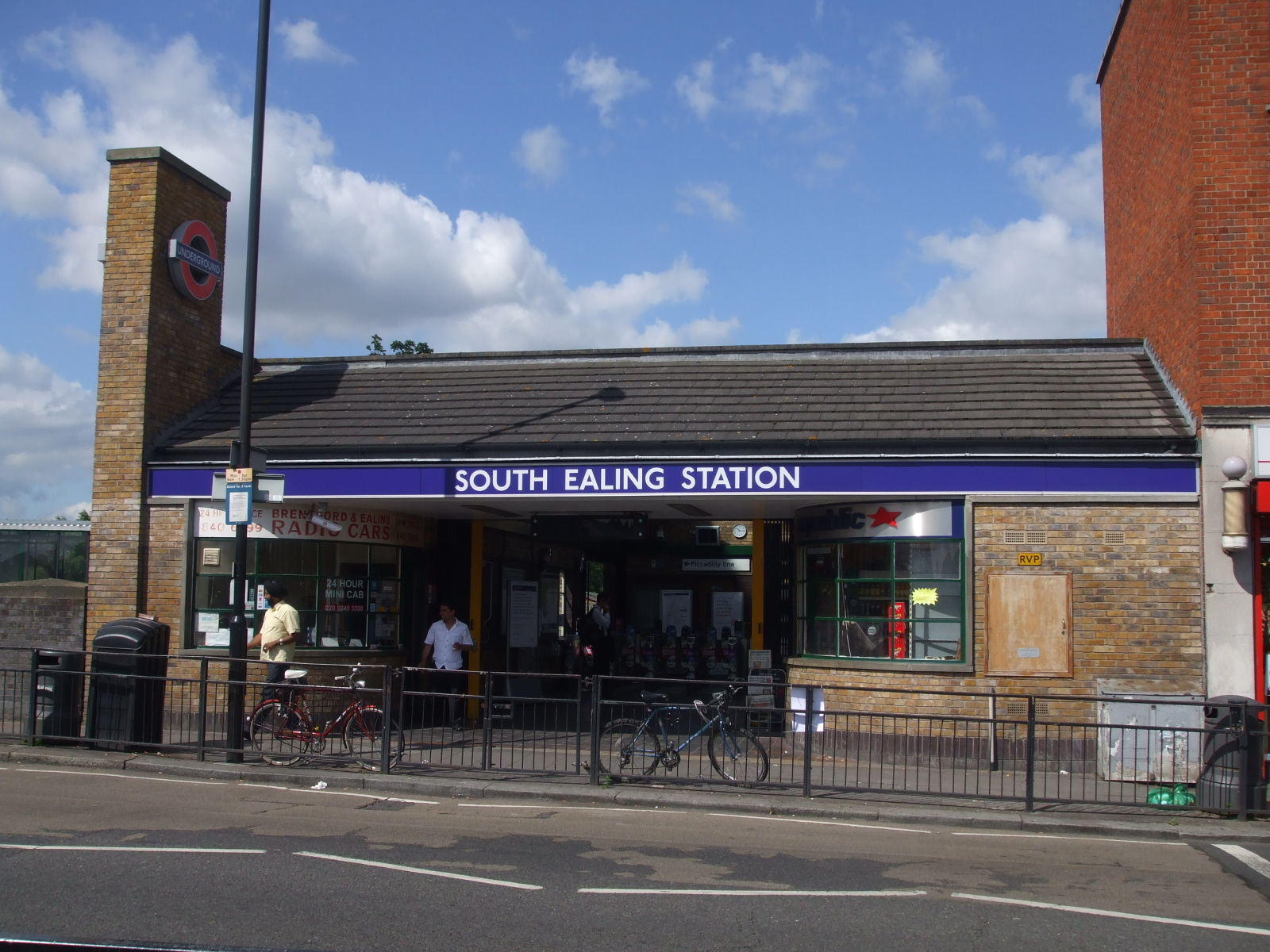
Stationsgebäude

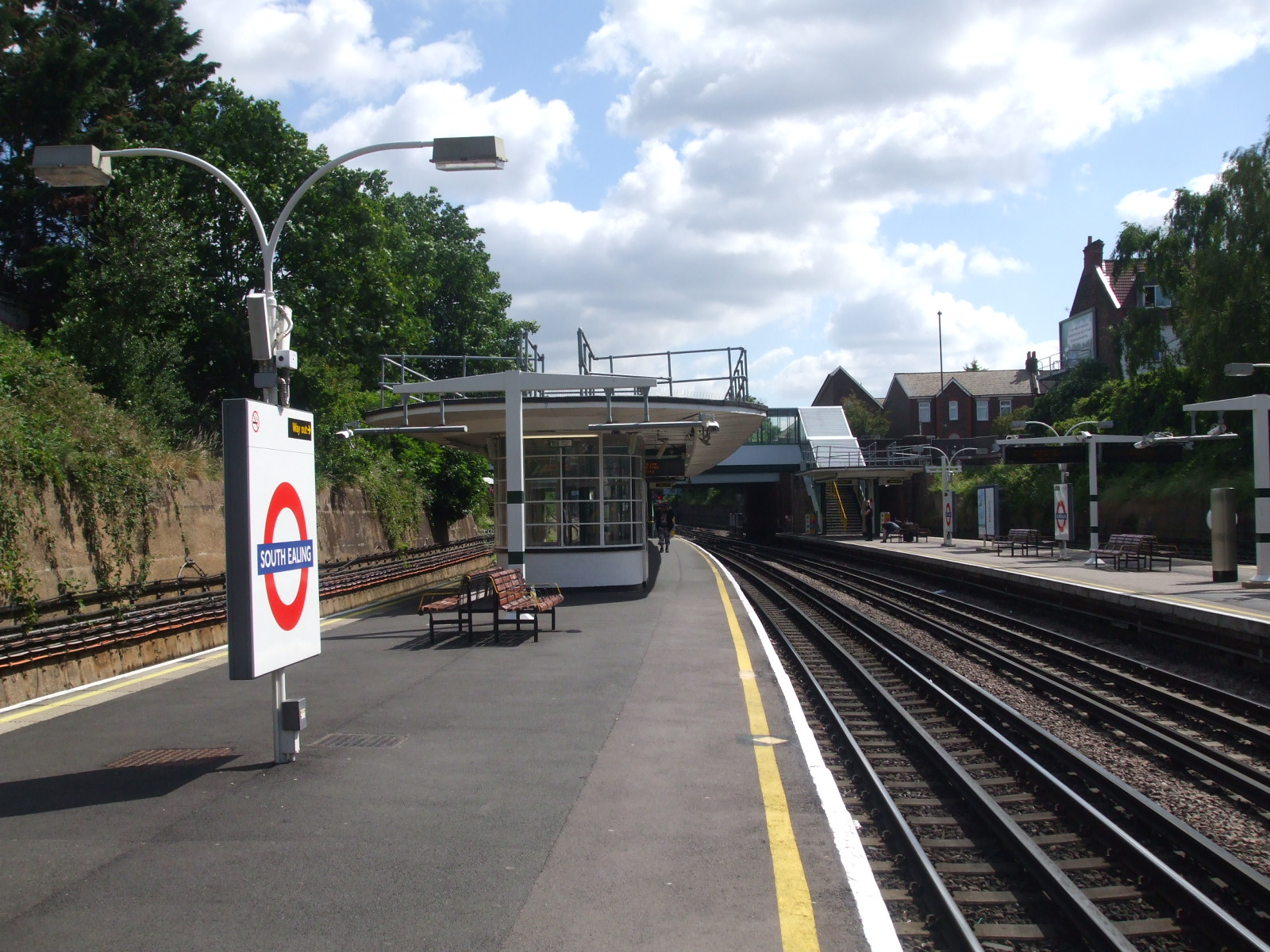
Bahnsteig

South Ealing ist eine oberirdische Station der London Underground im Stadtbezirk London Borough of Ealing. Sie liegt in der Travelcard-Tarifzone 3 an der South Ealing Road. Im Jahr 2013 nutzten 3,48 Millionen Fahrgäste diese von der Piccadilly Line bediente Station.
Die Eröffnung der Station erfolgte am 1. Mai 1883, als die Metropolitan District Railway (MDR; Vorgängergesellschaft der heutigen District Line) die Strecke zwischen Acton Town und Hounslow Town in Betrieb nahm. Ab 1903 wurde die Strecke elektrifiziert, am 13. Juni 1905 verkehrten erstmals elektrische Züge.
Am 9. Januar 1933 befuhren erstmals auch Züge der Piccadilly Line diesen Abschnitt, hielten aber zunächst nicht in South Ealing. Dies war erst ab dem 29. April 1935 der Fall. Seit dem 9. Oktober 1964 verkehrt nur noch die Piccadilly Line auf dem Abschnitt westlich von Acton Town, da die District Line verkürzt wurde. Im Jahr 2006 erfolgte eine umfassende Renovierung der Bahnsteige.